# Gangshan
Gangshan (岡山區) est un district du sud de Taïwan dans le Comté de Kaohsiung. Sa population était de 97 827 personnes en 2015.
On y trouve une base aérienne qui abrite l'Air Force Academy de la Force aérienne de la République de Chine et son musée.